# Thriller (glazbeni video)
Thriller je 14-minutni video uradak od američkog glazbenika Michaela Jacksona za istoimenu skladbu, kojeg 2. prosinca 1983. godine objavljuje distributerska kuća Columbia Pictures.
Video uradak je režirao John Landis, koji je također zajedno s Jacksonom napisao scenarij. U to vrijeme to je bio najskuplji video s ukupnim troškovima od $500,000 dolara, a na popisu Guinnessove knjige rekorda iz 2006. godine stoji kao "najuspješniji glazbeni video", s prodajom većom od 9 milijuna primjeraka.
Često nazivan kao najveći glazbeni video ikad, Thriller je pokazao da ima dubok utjecaj na popularnu kulturu, i nazvan je "trenutkom prekretnice za glazbenu industriju", svojim presedanom u stapanju filma i glazbe.

## Pozadina
Thriller je na konvencionalni način manje glazbeni video a više kratkometražni horor ili mini-film sa scenama zombija u izvedbi Michaela Jacksona. Glazba je bila obrađena da odgovara videu, uz stihove ispjevane jedan za drugim. Nakon završetka repa od Vincenta Pricea, slijede glavne plesne sekvence (snimane na 3701 Union Pacific Avenue u istočnom Los Angelesu), pa instrumentalne petlje, te klimatskim plesni segment s Jacksonovim pjevanjem refrena. Tijekom videa Jackson se pretvara u vukodlaka i zombija, prema poznatom Landisovom filmu An American Werewolf in London, kojeg je režirao dvije godine ranije.
U videu zajedno s Jacksonom glumi bivša Playboyeva ljepotica Ola Ray. Koreografiju za Michaela Jacksona radio je Michael Peters (suradnja je već bila ostvarena na prethodnom hitu "Beat It"). Video također sadrži glazbu filmskog skladatelja Elmera Bernsteina, koji je ranije surađivao s redateljem Landisom na filmu An American Werewolf in London. Crvenu jaknu koju je Jackson nosio u videu, dizajnirala je Landisova supruga Deborah.
Jackson, koji je u to vrijeme bio Jehovin svjedok, na početku videa dodao je govoreći:
Da bi se kvalificirao za Oscara, Thriller je premijerno predstavljen u kinu zajedno s Disneyjevim crtanim filmom Fantasia iz 1940. godine.

## Radnja
Video započinje dolaskom kabrioleta u kojem se voze Michael i Ola. Noć je i par se vraća sa spoja. Radnja je smještena u 50-tim godinama 20. stoljeća. Nestaje im goriva i oni izlaze u šetnju. Michael ju zaprosi i stavlja joj prsten na ruku. Nakon što se zagrle, Michael joj pokušava kazati pravu istinu o sebi, ali prije nego dovrši svoju misao otkriva se puni mjesec na noćnom nebu. Ono budi bolne jauke u Michaelu i pretvara ga u vukodlaka. Ola vrisne i pobjegne u šumu. Vukodlak trči za njom i kad ju dostigne slijedi vrisak. Radnja se naglo premješta u 80-te. Sve što se od početka odvijalo zapravo je film koji Michael i Ola gledaju u kinu. Ona je prestrašena i izlazi iz kina. Michael ju slijedi. Kamera se spušta s vrha osvijetljene reklame ispred kina na kojoj piše crvenim slovima Thriller. Tada započinje uvodni dio Thriller skladbe. Ola hoda kroz ulicu u noći, a Michael ju prati i zeza je u vezi njene bojažljivosti. Pjeva riječi pjesme plešući oko nje. Nakon što su riječi otpjevane oni prolaze pokraj groblja. Iz grobova se počinju dizati zombiji. Strašna glazba je uključena. Zombiji okruže par i dolaze sve bliže. U sljedećoj sceni Michael se pretvara u zombija, ali ostaje u svojoj prepoznatljivoj odjeći - crvena kožna jakna, crvene uske hlače, bijele čarape i crne cipele. Zajedno se zombijima pleše popularnu koreografiju. Thriller glazba je opet prisutna, ali riječi sadrže samo refren. Ola bježi u napuštenu kuću, a zombiji na čelu s Michaelom odlaze za njom. Na domak su joj i ona vrisne. Prizor se iznenada premješta u osvijetljenu i novu kuću gdje Michael (koji više nije zombi) nudi Oli prijevoz kući. Ola shvaća da je to sve bio san i oni se zagrle. Po izlasku Michael se okreće prema kameri i oči mu zasvjetle zeleno. Video završava smijehom Vincenta Pricea i krvavim tragom riječi Thriller ispisanih na ekranu.

### Grammynagrade
| Godina | Kategorija               | Ishod   | Zabilješka                        |
| ------ | ------------------------ | ------- | --------------------------------- |
| 1985.  | Grammy za najbolji video | Pobjeda | "Thriller"                        |
| 1984.  | Najbolji videoalbum      | Pobjeda | Making Michael Jackson's Thriller |

### MTVnagrade
| Godina | Kategorija                            | Ishod   |
| ------ | ------------------------------------- | ------- |
| 1999.  | 100 najboljih glazbenih videa ikad    | #1      |
| 1984.  | Najbolja izvedba na videu u cjelini   | Pobjeda |
| 1984.  | Najbolja koregrafija (Michael Peters) | Pobjeda |
| 1984.  | Viewer's Choice                       | Pobjeda |

## Vanjske poveznice
- Thriller u internetskoj bazi filmova IMDb-a
- Thriller Filming Locations - Film na Palace Theatre
- Thriller Filming Locations - The Zombie Dance Sequence
- Thriller Filming Locations - The Thriller House